# Ben Hanley
Pour les articles homonymes, voir Hanley (homonymie).
Ben Hanley, né le 22 janvier 1985 à Manchester en Angleterre, est un pilote automobile britannique.

## Carrière automobile
- 2005 : Championnat d'Italie de Formule Renault, 3e (6 victoires)
  - Eurocup Formule Renault, non classé (2 courses)
  - Championnat de Grande-Bretagne de Formule Renault, non classé (2 courses)
  - World Series by Renault, non classé (2 courses)
- 2006 : World Series by Renault, 8e (1 victoire)
- 2007 : World Series by Renault, 2e (2 victoires)
- 2008 : GP2 Asia Series